# Pelagiusz I
Pelagiusz I (ur. w Rzymie, zm. 4 marca 561 tamże) – 60. papież w okresie od 16 kwietnia 556 do 4 marca 561.

## Życiorys
Był synem Jana, wysokiego urzędnika administracji Rzymu. Z nominacji papieża Agapita I pełnił funkcję nuncjusza w Konstantynopolu; towarzyszył Agapitowi w jego nieudanej misji dyplomatycznej w Konstantynopolu w 536. Jeden z kolejnych papieży, Wigiliusz, wyjeżdżając do Konstantynopola powierzył Pelagiuszowi funkcję zarządcy Rzymu. Pelagiusz musiał wykazać się talentem dyplomatycznym, lawirując między chwiejnym stanowiskiem papieża i wolą cesarza Justyniana I. Jednocześnie przyszło mu zmierzyć się z oblężeniem Rzymu przez ostrogockiego króla Totilę.
W 555 papież Wigiliusz, potępiony przez sobór w Konstantynopolu, został pozbawiony urzędu i wkrótce zmarł, a cesarz Justynian wyznaczył na jego następcę Pelagiusza. Jego konsekracja była odłożona, ponieważ żaden biskup nie chciał w niej uczestniczyć (zrobili to dopiero Perugii i Ferentino). Nowy papież zatwierdził decyzję soboru konstantynopolitańskiego, co spotkało się z opozycją kilku biskupów Italii – za heretyka uznali go m.in. biskupi Mediolanu i Akwilei. Pelagiusza oskarżano także o zamordowanie Wigiliusza. Wprawdzie oczyścił się on z zarzutów, składając uroczystą przysięgę, ale z biskupami Mediolanu i Akwilei pojednali się dopiero jego następcy.
Pelagiusz walczył z ubóstwem i głodem, dzięki czemu miał dobrą opinię w Rzymie, jednak na Zachodzie nadal mu nie ufano. Kiedy zmarł został pochowany w bazylice św. Piotra. Każdy następca Pelagiusza musiał uzyskać zgodę cesarza w Konstantynopolu na objęcie Stolicy Piotrowej.